# Lachaux
Lachaux är en kommun i departementet Puy-de-Dôme i regionen Auvergne-Rhône-Alpes i centrala Frankrike. Kommunen ligger i kantonen Châteldon som tillhör arrondissementet Thiers. År 2022 hade Lachaux 276 invånare.

## Befolkningsutveckling
Antalet invånare i kommunen Lachaux
| Referens: INSEE |